# Edgar de Wahl
Edgar de Wahl (23. srpen 1867, Olwiopol – 9. březen 1948, Tallinn) byl estonský lingvista a učitel narozený na území dnešní Ukrajiny, etnicky baltský Němec. Proslul především jako tvůrce umělého jazyka nazývaného původně occidental, později interlingue.

## Biografie
Vystudoval v Petrohradě, poté většinu života strávil v Tallinnu. Původně propagoval volapük, později patřil k prvním esperantistům. Nakonec oba tyto jazyky označil za nevyhovující a vymyslel jazyk vlastní. Zveřejnil ho roku 1922 a nazval occidental, neboť vyšel ze západoevropských jazyků. Šířil a propagoval nový jazyk v časopise Kosmoglott. Stanovil tzv. De Wahlovo pravidlo založené především na tom, že z infinitivů sloves se odvozovala podstatná a přídavná jména. Gramatika byla lehká a jazyk se před druhou světovou válkou poměrně šířil, šlo tehdy o nejúspěšnější projekt po volapüku, esperantu a idu. Po De Wahlově smrti byl jazyk roku 1949 přejmenován na interlingue, ovšem nakonec se vytratil, byl vytlačen zejména projektem interlingua.